# Oncopagurus conicus
Oncopagurus conicus is een tienpotigensoort uit de familie van de Parapaguridae. De wetenschappelijke naam van de soort is voor het eerst geldig gepubliceerd in 2006 door Lemaitre.